# Ottobre polacco

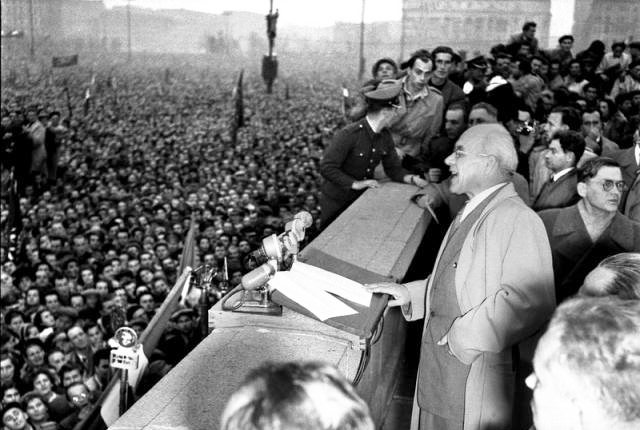
Il discorso di Gomułka davanti a migliaia di persone a Varsavia il 24 ottobre 1956. Era allora all'apice della sua popolarità. Chiede la fine delle proteste e il ritorno al lavoro. "Unito alla classe operaia e alla nazione", conclude, "il Partito condurrà la Polonia verso una nuova via del socialismo".

L'Ottobre polacco (in polacco: Polski październik), noto anche come "disgelo polacco", o "disgelo di Gomułka", fu un periodo storico che segnò un cambiamento nella politica della Polonia nella seconda metà del 1956. Alcuni scienziati sociali la chiamano Rivoluzione polacca d'Ottobre; pur essendo un evento meno drammatico rispetto alla rivoluzione ungherese del 1956 potrebbe aver avuto un impatto più profondo sul blocco orientale e sulle relazioni dell'Unione Sovietica con i suoi stati satelliti nell'Europa centrale e orientale.
Per la Repubblica popolare polacca il 1956 fu un anno di transizione. La situazione internazionale indebolì significativamente la fazione stalinista intransigente in Polonia, soprattutto dopo la morte del leader comunista polacco Bolesław Bierut a marzo. Erano passati tre anni dalla morte di Stalin e il suo successore alla guida dell'Unione Sovietica, il primo segretario Nikita Chruščëv, aveva denunciato a febbraio gli errori del predecessore. Le proteste dei lavoratori di Poznań a giugno avevano evidenziato l'insoddisfazione della popolazione per la situazione sociale. In ottobre gli eventi portarono all'ascesa al potere della fazione dei riformatori, guidata da Władysław Gomułka. Dopo negoziati brevi ma tesi, i sovietici diedero il permesso a Gomułka di mantenere il controllo e fecero diverse altre concessioni, con conseguente maggiore autonomia per il governo polacco.
Per la Polonia ciò significò una liberalizzazione temporanea, ma alla fine le speranze per una liberalizzazione completa si rivelarono false, poiché il regime di Gomułka divenne gradualmente più oppressivo. Tuttavia l'evento segnò la fine dell'era dello stalinismo in Polonia.